# Samson-Option
Samson-Option ist eine Bezeichnung für das israelische nukleare Abschreckungsszenario im Sinne einer massiven Vergeltung.
Das Land hat seine „nuklearen Fähigkeiten“ weder bestätigt noch dementiert. Man spricht auch von der englisch nuclear ambiguity ‚nukleare Unklarheit‘, d. h. Israel hat nie zugegeben, im Besitz von Atomwaffen zu sein, noch dass diese nicht existieren.
Die „Samson-Option“ oder auch die „nukleare Option“ sind umgangssprachliche Bezeichnungen, die sich an einer Nuklearstrategie der massiven Vergeltung orientieren. Sollte der Staat bereits verloren sein, so ist die Drohung mit einem nuklearen Vergeltungsschlag glaubwürdig im Sinne von Samson:

„„Lasst mich mit den Philistern sterben“.  Der Drohende ruft: „Halt, oder ich werde die gegenseitige Vernichtung wählen!““

Genauere und offizielle Details zu Israels Atomprogramm sind nicht bekannt, da das Land kein Unterzeichner des Nichtverbreitungsvertrags (NVV) ist, der den Besitz derartiger Waffen ausschließen würde. Im Laufe der letzten Jahrzehnte sind jedoch Details zum israelischen Atomprogramm bekannt geworden, sodass die nukleare Fähigkeit mittlerweile als „offenes Geheimnis“ gilt.
Das Land schützt sich auch durch nichtnukleare Systeme, z. B. den Iron Dome. Des Weiteren besteht eine Zusammenarbeit mit Ländern, wie z. B. den Vereinigten Staaten und den E3-Staaten.

„(...) Wir bekräftigen unseren Einsatz für Frieden und Stabilität für alle Länder der Region sowie unsere Unterstützung für die Sicherheit Israels. (...)“

## Geschichte und Entstehung
Der Begriff spielt auf die biblische Figur des Samson an, der zusammen mit seinen Gegnern unterging. Diese Option soll erstmals während des Jom-Kippur-Kriegs 1973 in Erwägung gezogen worden sein. Damals waren die Israelischen Streitkräfte nach Anfangserfolgen einer angreifenden Militärallianz arabischer Staaten in der Defensive und der Staat Israel musste um seine Existenz fürchten.
Seymour Hersh behauptete 1991, die damalige Ministerpräsidentin Golda Meir hätte auf Drängen des Verteidigungsministers Mosche Dajan den Befehl gegeben, 13 Atombomben gefechtsklar zu machen. Hersh mutmaßte, diese Drohkulisse einer nuklearen Eskalation hätte die Regierung Nixon dazu bewegt, Israel in dem Krieg mit Waffen zu unterstützen. Ein Berater des Ministers Jisrael Galili sagte in einem 2013 freigegebenen Video, Dajan habe am 7. Oktober 1973 darauf gedrängt, Atomwaffen gefechtsbereit zu machen, aber Meir habe dies abgelehnt.